# Fi Velorum
Fi Velorum (φ Velorum / HD 86449 / HR 4023) es una estrella en la constelación de Vela de magnitud aparente +3,52. Tiene el nombre tradicional de Tseen Ke, 天纪, en chino mandarín «mapa de las estrellas».
Está situada sólo 0,1º al norte del ecuador de la Vía Láctea.
Fi Velorum es supergigante azul de tipo espectral B5Ib.
Su temperatura superficial es de 13.600 K y brilla con una luminosidad —incluyendo una parte importante de su energía emitida como luz ultravioleta— 18.200 veces superior a la del Sol.
Con un diámetro 24 veces más grande que el del Sol, su velocidad de rotación es de 33 km/s, lo que supone un período de rotación menor de 37 días.
Tiene una masa 10 veces mayor que la solar, lo que la sitúa justo en el límite entre las estrellas muy masivas que culminan su vida estallando como supernovas y aquellas que concluyen sus días como enanas blancas.
Hace aproximadamente 20 millones de años nació como una estrella azul de la secuencia principal de tipo B0.5-B1 pero actualmente, una vez agotado su hidrógeno interno, se ha expandido y enfriado.
En el futuro, conforme se vaya enfriando aumentará aún más de tamaño hasta alcanzar un radio 500 veces mayor que el radio solar.
Una posible acompañante visualmente a 39 segundos de arco, CPD-53 3075B, parece no estar físicamente relacionada con Fi Velorum.